# Universität Tunis Karthago

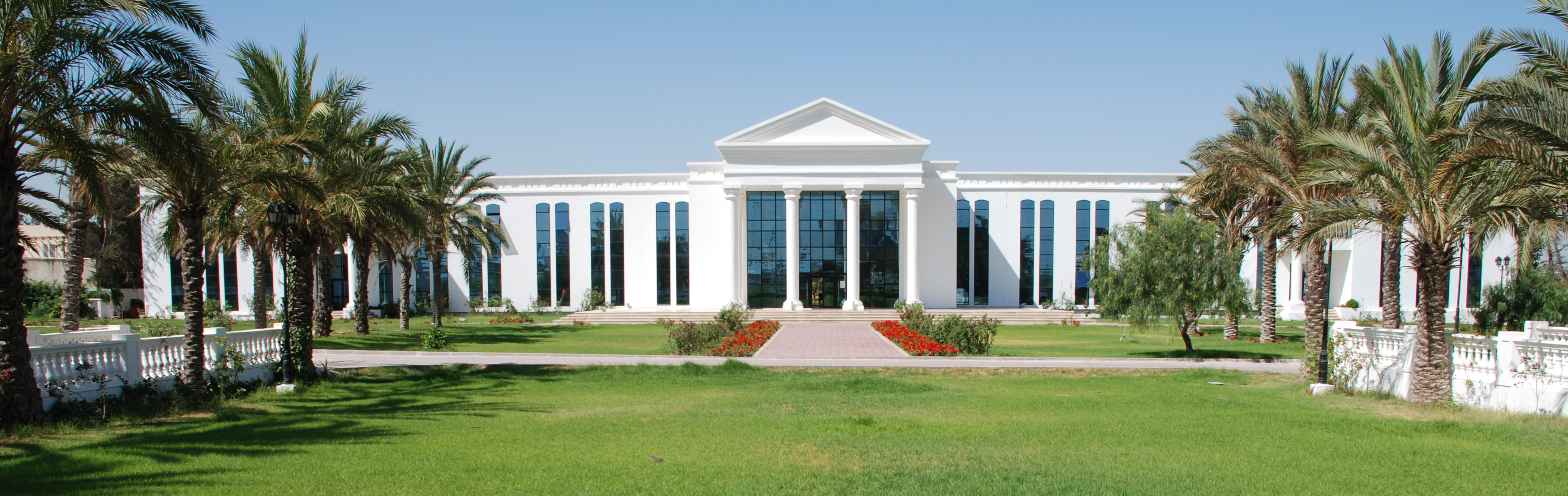
Hauptgebäude der Universität Tunis Karthago

Die Universität Tunis Karthago (englisch University Tunis Karthago; französisch Université Tunis Carthage; kurz UTC) ist eine Privatuniversität in Tunis in Tunesien.
Die Hochschule wurde 1993 gegründet und bietet Studienprogramme in Architektur, Innenarchitektur, Modedesign und Wirtschaft an.
Sie gehört zum Netzwerk der NCUK – The University Consortium, das im britischen Manchester seinen Sitz hat.